# Samovozeći automobil
Samovozeći automobil, takođe poznat kao autonomni automobil (AC), automobil bez vozača ili robotski automobil (robo-auto), je automobil koji je sposoban da radi sa smanjenim ili bez ljudskog uticaja. Samovozeći automobili su odgovorni za sve aktivnosti vožnje, uključujući opažanje okoline, praćenje važnih sistema i kontrolu vozila, uključujući navigaciju od početka do odredišta.
Samovozeći automobili imaju potencijal da utiču na automobilsku industriju, troškove mobilnosti, zdravstvo, socijalnu zaštitu, urbano planiranje, saobraćaj, osiguranje, tržište rada i druge domene. Odgovarajući propisi su neophodni da bi se oni integrisali u postojeće okruženje za vožnju.
Više dobavljača nastoji da pospeši autonomiju, iako do početka 2024. nijedan sistem nije postigao punu autonomiju. Vejmo je bio prvi koji je široj javnosti ponudio vožnju u samovozećim taksijima („robotaksi“). Oni nude usluge u raznim gradovima u SAD. Preduzeće Kruz je ponudilo taksi usluge u San Francisku, ali je obustavilo poslovanje 2023. Honda je bila prvi proizvođač koji je počeo s prodajom SAE nivo 3 automobila, a zatim Mercedes-Benz, BMW grupa i Kia. Nuro nudi autonomne komercijalne usluge dostave u Kaliforniji. Palo Alto, Kalifornija je certificirao Nuro na nivou 4. DeepRoute.ai je pokrenuo robotaksi servis u Šenženu 2021. godine.
|  |  |

## Literatura
- O'Toole, Randal (18. 1. 2010). Gridlock: Why We're Stuck in Traffic and What To Do About It. Cato Institute. ISBN 978-1-935308-24-9.
- Macdonald, Iain David Graham (2011). A Simulated Autonomous Car (PDF) (thesis). The University of Edinburgh. Приступљено 17. 4. 2013.
- Knight, Will (22. 10. 2013). „The Future of Self-driving Cars”. MIT Technology Review. Приступљено 22. 7. 2016.
- Taiebat, Morteza; Brown, Austin; Safford, Hannah; Qu, Shen; Xu, Ming (2019). „A Review on Energy, Environmental, and Sustainability Implications of Connected and Automated Vehicles.”. Environmental Science & Technology. 52 (20): 11449—11465. Bibcode:2019arXiv190110581T. PMID 30192527. S2CID 52174043. arXiv:1901.10581 . doi:10.1021/acs.est.8b00127.
- Glancy, Dorothy (2016). A Look at the Legal Environment for Driverless Vehicles (PDF) (Извештај). National Cooperative Highway Research Program Legal Research Digest. 69. Washington, DC: Transportation Research Board. ISBN 978-0-309-37501-6. Приступљено 22. 7. 2016.
- Newbold, Richard (17. 6. 2015). „The driving forces behind what would be the next revolution in the haulage sector”. The Loadstar. Приступљено 22. 7. 2016.
- Bergen, Mark (27. 10. 2015). „Meet the Companies Building Self-Driving Cars for Google and Tesla (And Maybe Apple)”. re/code.
- John A. Volpe (март 2016). „Review of Federal Motor Vehicle Safety Standards (FMVSS) for Automated Vehicles: Identifying potential barriers and challenges for the certification of automated vehicles using existing FMVSS” (PDF). National Transportation Library. National Transportation Systems Center. US Department of Transportation. Архивирано из оригинала (PDF) 16. 6. 2017. г. Приступљено 6. 4. 2016.
- Slone, Sean (август 2016). „State Laws on Autonomous Vehicles” (PDF). Capitol Research – Transportation Policy. Council of State Governments. Архивирано из оригинала (PDF) 28. 2. 2021. г. Приступљено 28. 9. 2016.
- Henn, Steve (31. 7. 2015). „Remembering When Driverless Elevators Drew Skepticism”.
- Anderson, James M.;  . (2016). „Autonomous Vehicle Technology: A Guide for Policymakers” (PDF). RAND Corporation.
- Meyer, Gereon; Beiker, Sven, ур. (2014). „Road Vehicle Automation”. Lecture Notes in Mobility (на језику: енглески). ISBN 978-3-319-05989-1. ISSN 2196-5544. doi:10.1007/978-3-319-05990-7.
  - Meyer, Gereon; Beiker, Sven, ур. (2015). „Road Vehicle Automation 2”. Lecture Notes in Mobility (на језику: енглески). ISBN 978-3-319-19077-8. ISSN 2196-5544. doi:10.1007/978-3-319-19078-5.
  - Meyer, Gereon; Beiker, Sven, ур. (2016). „Road Vehicle Automation 3”. Lecture Notes in Mobility (на језику: енглески). ISBN 978-3-319-40502-5. ISSN 2196-5544. doi:10.1007/978-3-319-40503-2.
  - Meyer, Gereon; Beiker, Sven, ур. (2018). „Road Vehicle Automation 4”. Lecture Notes in Mobility (на језику: енглески). ISBN 978-3-319-60933-1. ISSN 2196-5544. doi:10.1007/978-3-319-60934-8.
  - Meyer, Gereon; Beiker, Sven, ур. (2019). „Road Vehicle Automation 5”. Lecture Notes in Mobility (на језику: енглески). ISBN 978-3-319-94895-9. ISSN 2196-5544. S2CID 168659939. doi:10.1007/978-3-319-94896-6.
  - Meyer, Gereon; Beiker, Sven, ур. (2019). „Road Vehicle Automation 6”. Lecture Notes in Mobility (на језику: енглески). ISBN 978-3-030-22932-0. ISSN 2196-5544. doi:10.1007/978-3-030-22933-7.

These books are based on presentations and discussions at the Automated Vehicles Symposium organized annually by TRB and AUVSI.
- Kemp, Roger (2018). „Autonomous vehicles – who will be liable for accidents?”. [15 Digital Evidence and Electronic Signature Law Review (2018) 33 – 47].

## Spoljašnje veze
- Mediji vezani za članak Samovozeći automobil na Vikimedijinoj ostavi